# 97

## Úmrtí
- Lucius Verginius Rufus, správce Horní Germánie za vlády císaře Nerona (* 14)

## Hlavy států
- Papež – Klement I. (88/89/90/91/92–97/98/99/100/101)
- Římská říše – Nerva (96–98)
- Parthská říše – Pakoros (77/78–114/115)
- Kušánská říše – Vima Takto  (90–113)
- Čína, dynastie Chan (206 př. n. l. – 220 n. l.)